# Aruba en el Festival de la OTI
La isla de Aruba intervino en el Festival de la OTI en dos ocasiones: en su decimoctava edición realizada en el James L. Knight Convention Center de Miami, en 1989, al reemplazar a las Antillas Neerlandesas, y en su vigésima edición realizada en el Centro de Convenciones de Acapulco en 1991. 
El representante del debut de la televisión arubana en la OTI fue Edwin Abath con el tema "Mi viejo", con la cual no obtuvo figuración alguna. Dos años más tarde, la isla fue representada por el Trío Huazteca con el tema "Mi buena amiga", sin obtener éxito. Por consiguiente, la isla de Aruba tampoco organizó nunca alguna edición del festival.
Es de hacer notar, como nota anecdótica, que Abath se dedicó posteriormente a la política al ser elegido miembro del Parlamento de Aruba por el Partido del Pueblo Arubano en 1999 y continuó en dicho cargo hasta el 2005. Desde el 1 de noviembre de 2009, Edwin Abath ocupa el cargo de Ministro Plenipotenciario de Aruba ante el Consejo de Ministros del Reino de los Países Bajos.